# Uzi
У́зи (ивр. עוזי‎) — семейство пистолетов-пулемётов (ПП), выпускаемых израильским концерном Israel Military Industries (IMI). Название «Узи» было дано в честь конструктора оружия Узиэля Галя.

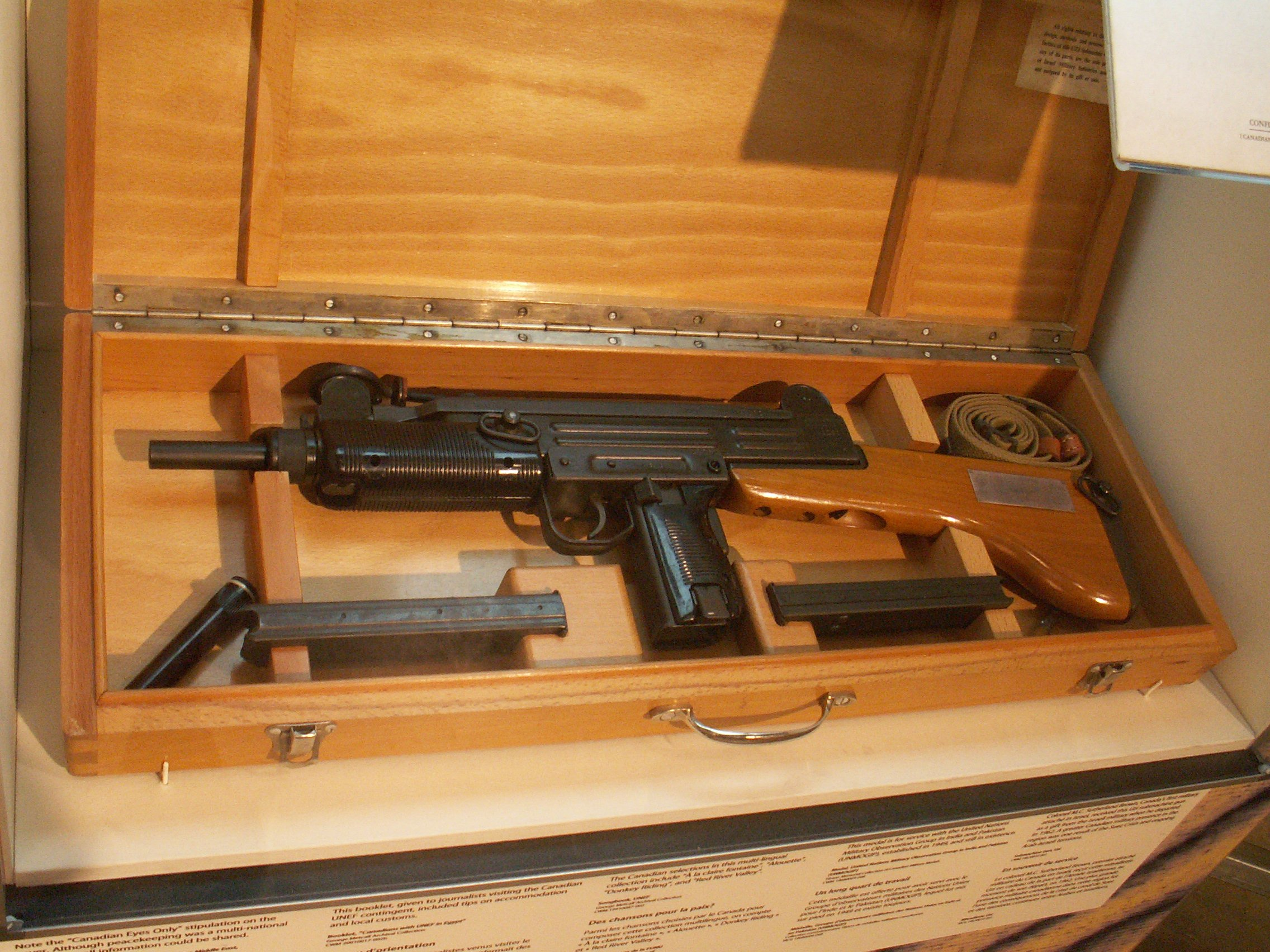
Узи с деревянным прикладом

## История создания
В первые годы существования государства Израиль, после окончания войны за независимость, израильская армия испытывала острый недостаток современного и технологичного стрелкового оружия.
Израильтяне имели на вооружении множество ПП самых разных моделей, наиболее массово использовались (в порядке убывания) следующие образцы: MP 38/40, Sterling L2, STEN, ПП Томпсона, Suomi, ППШ. Все они были в своё время предоставлены СССР и США.
Было решено остановиться на МP 40 как штатном ПП всех родов войск, но тот оказался слишком сложным в производстве и, соответственно, имел очень высокую стоимость, и в 1949—1950 годах правительством Израиля было принято решение о разработке для армии нового пистолета-пулемёта, по эффективности не уступавшего МP 40, но адаптированного к серийному производству на имевшемся станочном оборудовании. По результатам конкурса и войсковых испытаний победил проект молодого офицера Узиэля Галя, который был принят на вооружение в 1954 году под названием «Узи».
По компоновке «узи» повторял пистолет-пулемёт Sa. 23 чехословацкого производства конструкции Я. Холечека, но был более технологичен и приспособлен для условий войны в песчаной пустыне (на боковинах затворной коробки сделаны большие карманы для отвода загрязнений). Неизвестно, был ли Галь знаком с конструкцией Холечека или нет — вопрос об этом до сих пор является спорным.
Сам Галь очень не хотел, чтобы оружие было названо его именем, но его просьбу об этом проигнорировали.
На сегодняшний день «Узи» стал одним из наиболее массовых видов оружия в мире: по данным концерна IMI, на конец 2001 года объём продаж пистолетов-пулемётов марки «Узи» достиг 2,5 миллиарда долларов США. Пистолет-пулемёт Узи в популярности уступает разве что советскому / российскому автомату Калашникова.

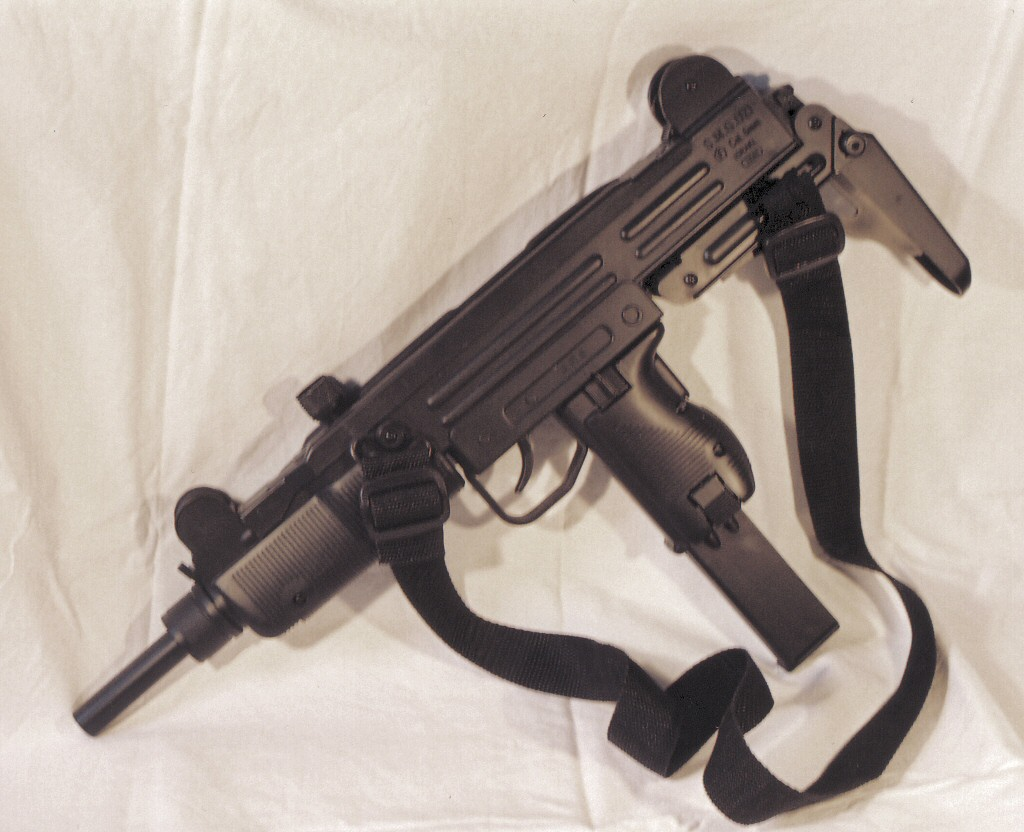
Предохранитель, он же переводчик режима огня, расположен на левой стороне оружия, возле рукоятки. На задней части рукоятки также расположен специальный предохранитель, допускающий стрельбу лишь при полном охвате рукоятки рукой.

## Конструкция
В основе пистолетов-пулемётов лежит схема со свободным затвором: стрельба производится с открытого затвора. Выстрел производится незадолго до прихода затвора в крайнее переднее положение. В крайнем переднем положении затвор как бы прикрывает собой сверху казённую часть ствола. Такая конструкция позволяет немного сократить длину оружия при заданной длине ствола.
Спусковой механизм обеспечивает два режима огня: одиночный и автоматический. Переводчик, он же предохранитель, расположен на левой стороне оружия, возле рукоятки. На задней части рукоятки также расположен специальный предохранитель, допускающий стрельбу лишь при полном охвате рукоятки рукой.
Складной приклад прикреплён к ствольной коробке сзади. У основной модели приклад складывается вниз, у более компактных модификаций «Мини-Узи» и «Микро-Узи» он выполнен складывающимся вбок.
В пистолете-пулемёте «Узи» используют как стандартный патрон 9×19 мм Парабеллум, так и специализированный усиленный патрон 9мм +Р+. Существующие магазины рассчитаны на 25, 32, 36, 40 и 62 патрона, в том числе можно применять магазины от таких ПП, как МP-40, СТЭН и «Карл Гу́став».
Перезарядка «Узи» по принципу «рука находит руку» (рукоятка оружия служит также горловиной для магазина) очень удобна, особенно в темноте.

## Критика конструкции
В качестве основного оружия израильской армии ПП Узи значительно проигрывал современным ему и даже более ранним образцам оружия пехоты по тактико-техническим характеристикам:
- использование схемы стрельбы с заднего шептала и массивного затвора, двигающегося в ствольной коробке, в момент между нажатием на спуск и наколом капсюля патрона значительно ухудшало кучность стрельбы одиночным огнём по сравнению с ПП-аналогами,  стреляющими с закрытого затвора;
- значительное рассеивание при стрельбе очередями (1,5х2 м при стрельбе на 100 м) делает бессмысленной стрельбу очередями даже на небольших дистанциях пехотного огневого боя;
- по настильности и точности из-за применения патрона 9х19 Парабеллум УЗИ проигрывает советским пистолетам-пулемётам ППД, ППШ, ППС начала тридцатых-сороковых годов под более мощный и настильный патрон 7,62х25 ТТ, более пригодный для армейских ПП, чем 9х19;
- по массе УЗИ в полтора раза проигрывал (3,65 кг у УЗИ, против 2,3 кг у M1 Carbine) созданному на десятилетие раньше американскому карабину М1 под промежуточный патрон .30 Carbine, имевший в три раза большую дульную энергию (1300 Дж против 480 Дж у Узи) и в два с половиной большую дальность прямого выстрела, чем УЗИ под слабый пистолетный патрон 9х19. Созданный примерно в те же годы, советский автоматический пистолет Стечкина, использующий близкий по своим характеристикам патрон 9х18, не только был легче УЗИ в три раза (масса с присоединённым кобурой-прикладом 1,22 против 3,65 кг) и меньше (длина в походном положении 270 мм против 470 мм), но ещё и превосходил УЗИ по кучности стрельбы одиночными выстрелами;
- отсутствие в конструкции Мини-УЗИ и Микро-Узи (в отличие, например, от польских PM-63/70 Rak и советского автоматического пистолета Стечкина АПС) замедлителя темпа стрельбы приводило к возрастанию темпа стрельбы с нормального значения для ПП 500—600 выстрелов в минуту до 1000—1250 выстр./мин (20-местный магазин опустошался менее чем за одну секунду), что превращало Мини/Микро-Узи, фактически в «оружие одной очереди» и исключало более-менее прицельный огонь очередями;
- совмещение приёмника магазина и пистолетной рукоятки с расположением её в центре тяжести оружия очень хорошо для оружия самообороны экипажей и расчётов, так как позволяет использовать ПП с одной руки (например, в случае ранения), однако масса оружия (3,65 кг) для этого великовата. Кроме того, ПП такой компоновки проигрывает по точности стрельбы ПП классической двуручной компоновки (напр. MP-40 или «Витязь») с раздельными рукояткой управления огнём и приёмником магазина, что усугубляется, к тому же, стрельбой с заднего шептала. Поэтому появившийся чуть позже МР-5 и его клоны почти сразу вытеснили Узи с рынка полицейского и военного оружия развитых стран.

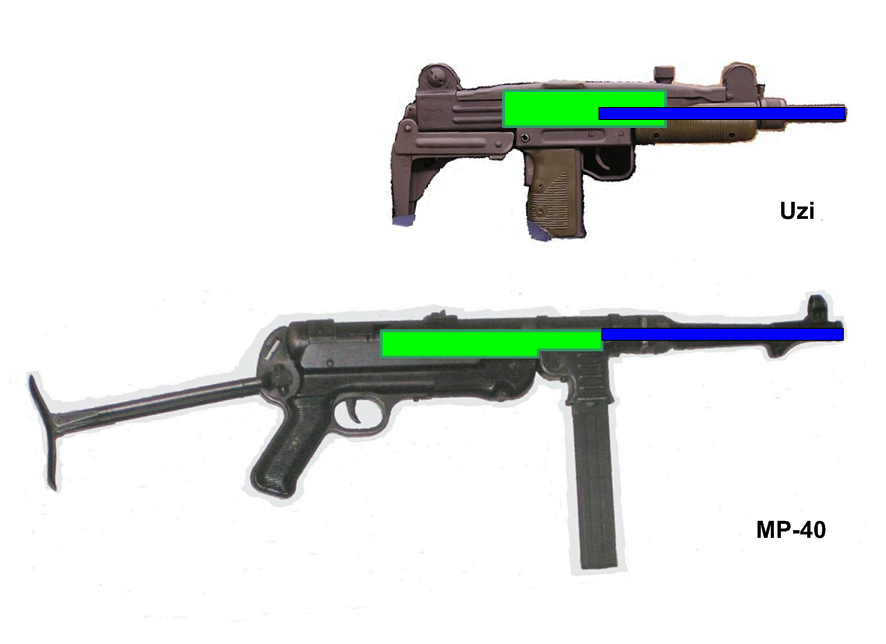
MP-40 и Узи. Конструкция позволяет сократить длину

## Варианты и модификации
- UZI Carbine — самозарядный карабин с удлинённым до 400 мм стволом[6], предназначенный в основном для гражданского рынка и по параметрам соответствовавший принятым в США требованиям к гражданскому оружию. Выпускался с 1980 по 1989 годы.
- Mini-UZI — малогабаритная модель, разработанная в 1982 году.
- Uzi-Pistol — самозарядный пистолет, отличается компактным размером, укороченным до 115 мм стволом, невозможностью вести автоматическую стрельбу и отсутствием складного приклада. Разработан для охранных структур, которым не полагалось иметь автоматическое оружие, и для рынка гражданского оружия. Выпуск начат в 1984 году. Достоинствами (по сравнению с другими пистолетами) являются большая ёмкость магазинов (на 20, 25 и 32 патрона); к недостаткам можно отнести большие габариты и вес (1,7 кг без магазина), что затрудняет стрельбу с одной руки[7] и скрытое ношение.
- «Микро-Узи» — компактная модель, выпускается с 1987 года. Для экспорта в США «Микро-Узи» выпускают под патрон 11,43х23 мм, с магазином на 16 и 32 патрона.
- UZI Pro — модель 2010 года. От своего прототипа Micro Uzi отличается улучшенной эргономикой и наличием прицельной планки Picatinny на крышке ствольной коробки, которая может использоваться для установки прицелов различных типов. Рукоять взведения затвора перенесена с верхней на левую сторону ствольной коробки. Ударно-спусковой механизм допускает ведение стрельбы очередями и одиночными выстрелами, с открытого затвора. По обеим сторонам ствола также размещаются направляющие Пикатинни, на которые может быть установлено дополнительное оборудование (лазерный целеуказатель, тактический фонарь и др.).

Кроме того, имеются варианты, стреляющие с закрытого затвора (с отдельным ударником и боевой пружиной).
Возле дульного среза ствола в «Мини-Узи» и «Микро-Узи» сделаны два поперечных паза, которые выполняют роль компенсатора, уменьшающего увод ствола вверх при стрельбе очередями. Для уменьшения темпа стрельбы масса затвора увеличена за счёт вольфрамового вкладыша.

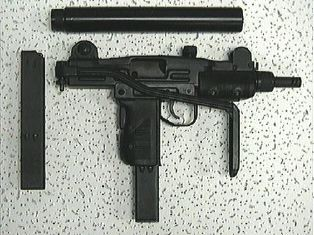
«Мини-Узи»

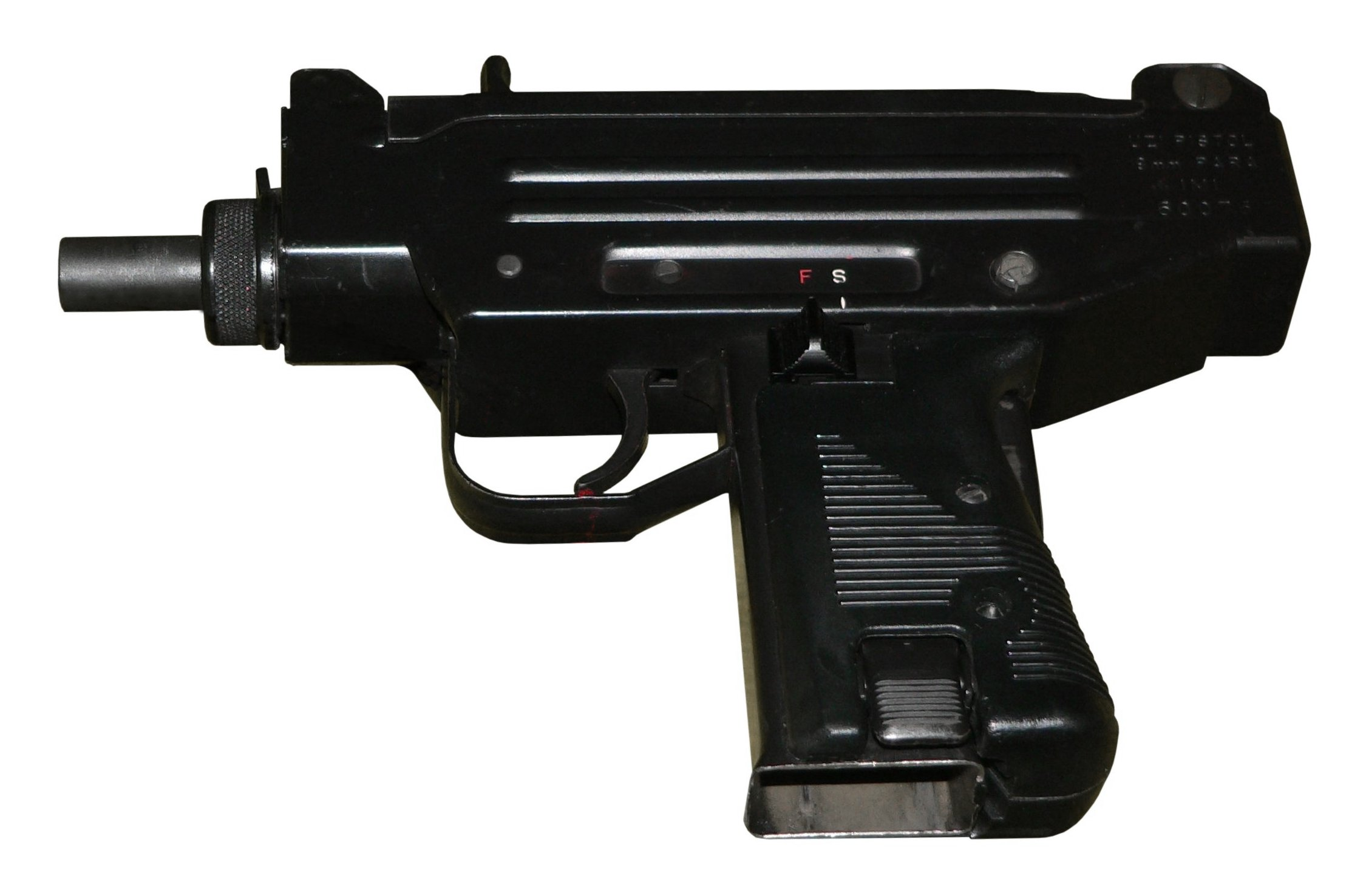
«Микро-Узи»

## Достоинства
- Компактность
- Технологичность
- Автоматический предохранитель, блокирующий не спусковой крючок, а затвор, обеспечивает безопасность в обращении с оружием даже при падении или ударе.
- В механизме всех трёх модификаций предусмотрены большие зазоры между подвижными частями, что делает их устойчивыми даже к сильным загрязнениям. Легко разбирается для чистки и смазки.

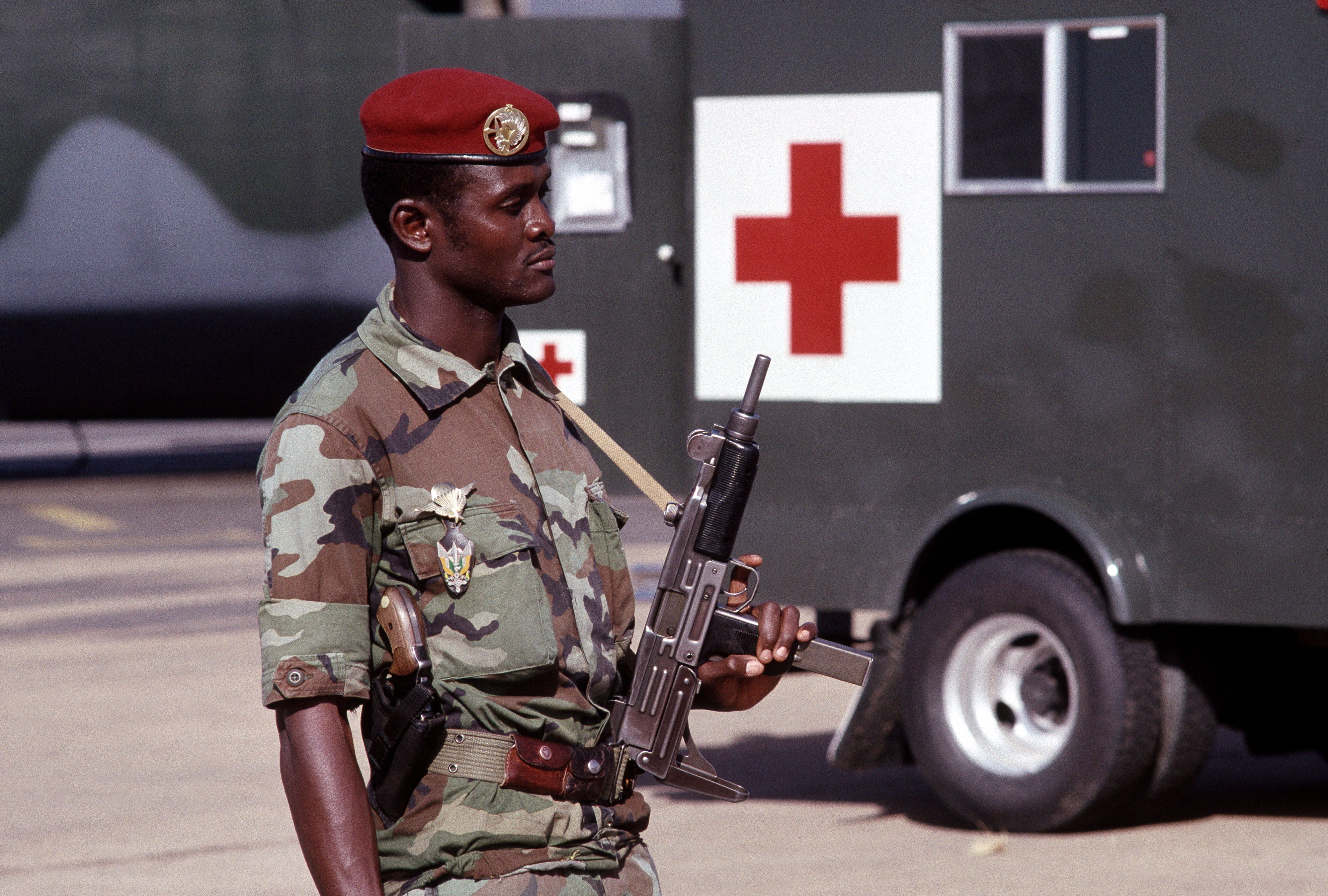

## Недостатки
- Высокий темп стрельбы (для мини- и микро-узи)[8], как следствие — перерасход боеприпасов (этот недостаток вообще характерен для пистолетов-пулемётов со свободным затвором).
- Полноразмерный UZI тяжелее, чем АКС74У или HK MP5 за счёт толстых стенок ствольной коробки и деревянного приклада.
- По сравнению с MP-40, Стерлингом, HK MP5, Кедром и др. полноразмерными ПП традиционной схемы, намного неудобнее для прицельной стрельбы.
- Не наилучшие прицельные приспособления и слишком короткая прицельная дальность. Отсутствует планка Пикатинни.
- Находящиеся рядом друг с другом точки хвата (цевьё, рукоять) у полноразмерного UZI не позволяют рукам стрелка гасить вибрации при стрельбе.

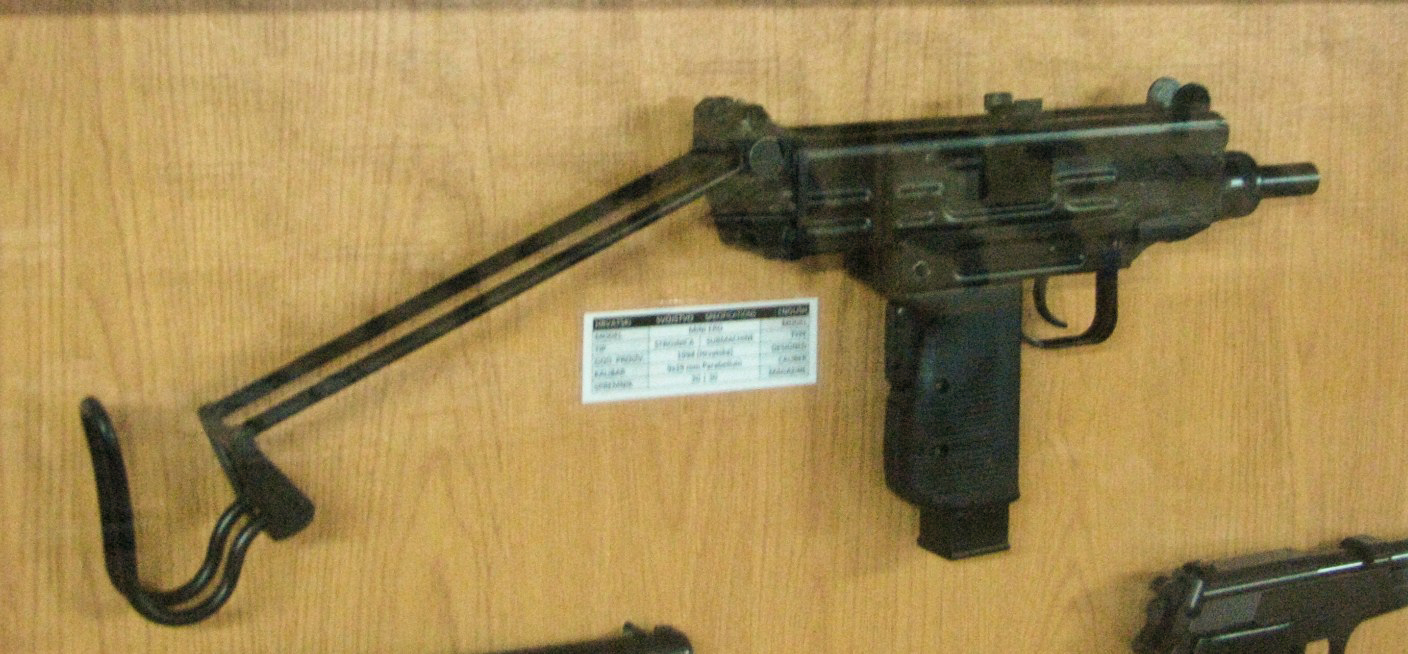
Mini ERO — хорватский вариант «Микро-Узи»

## Эксплуатация и боевое применение
Пистолеты-пулемёты «узи» различных модификаций состояли на вооружении армии, полицейских подразделений и иных силовых структур более чем в 95 странах мира. Применялись правительственными и неправительственными военизированными и вооружёнными формированиями во многих войнах и вооружённых конфликтах второй половины XX и начала XXI века:
- Израиль — использовался ЦАХАЛ в период Суэцкого кризиса 1956 года и последующих войнах и боевых операциях израильской армии; поступал на вооружение полиции; в настоящее время UZI используется в основном в тыловых и вспомогательных частях, уменьшенные и более современные варианты состоят на вооружении войск специального назначения;
- Гаити — закупались для гаитянской армии в период диктатуры Дювалье[9], в дальнейшем были переданы на вооружение Национальной полиции Гаити;
- Гватемала — c 1975 г. поступал на вооружение «кайбилей», применялся во время гражданской войны в Гватемале;
- Гондурас — некоторое количество было закуплено в Израиле;
- Никарагуа — в 1974—1979 гг. поступал на вооружение Национальной гвардии;
- Сальвадор — некоторое количество было закуплено в 1970-е годы[10] и применялось правительственной армией в ходе гражданской войны 1979—1992;
- ФРГ — в 1959 году принят на вооружение Бундесвера под наименованием MP.2 (UZI с постоянным деревянным прикладом), позднее — MP.2A1 (UZI со складным металлическим прикладом), в 1985 году заменены на MP.5;
- Эстония — в первой половине 1990-х годов партия mini-UZI была закуплена в Израиле для вооружённых сил Эстонии[11].

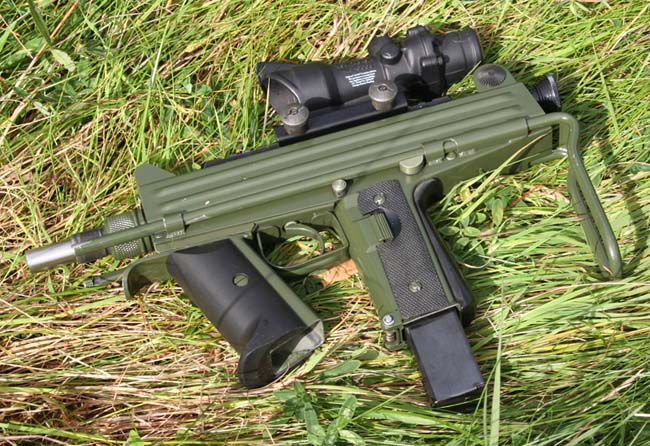
Saab Bofors Dynamics CBJ-MS

## Клоны и копии
- Minebea PM-9 (9 機関拳銃) — вариант «Мини-Узи» (без приклада), выпускался японской компанией «Minebea Ltd.»;
- ERO — копия Узи, выпуск которой был начат в 1990-е годы компанией «Arma Grupa» в Хорватии (также есть вариант Mini ERO, копия «Мини-Узи»);
- Norinco model 320 — полуавтоматический вариант (карабин) «Мини-Узи»;
- Saab Bofors Dynamics CBJ-MS — вариант «Мини-Узи» под патрон 6,5×25 мм CBJ-MS, разработанный шведской корпорацией «Saab Bofors Dynamics» на рубеже 1990-х-2000-х и впервые представленный в августе 2000 года;
- Форт-226 — в августе 2014 года UZI-Pro представлен НПО «Форт»[12]. По состоянию на 2018 год ограниченно применялся ВСУ и Нацгвардией в зоне АТО, некоторое количество ПП этого типа (как трофейных «Форт-226» так и хорватских копий) получили в свое распоряжение вооружённые силы самопровозглашенных ДНР и ЛНР.

## Влияние
Образ данного оружия неоднократно присутствовал в кинематографе и компьютерных играх.